# Acanthocercus annectens
Acanthocercus annectens е вид влечуго от семейство Agamidae. Видът е незастрашен от изчезване.

## Разпространение
Разпространен е в Етиопия и Сомалия.